# Ионно-электронная эмиссия
Ио́нно-электро́нная эми́ссия — явление испускания электронов с поверхности твёрдого тела при его бомбардировке ионами.

## Физика явления
Различают два основных механизма ионно-электронной эмиссии: потенциальный и кинетический.

### Потенциальное вырывание
В случае потенциального вырывания энергия электронам мишени передаётся при оже-нейтрализации бомбардирующего иона. Этот процесс наблюдается в случае, если у иона незанятый энергетический уровень находится ниже, чем уровень Ферми в бомбардируемом металле. В этом случае один из электронов из зоны проводимости может перейти на этот уровень, тем самым нейтрализуя ион. При нейтрализации высвобождается энергия, передаваемая другому электрону металла, который уже получает возможность покинуть металл. Потенциальная ионно-электронная эмиссия возможна только в случае, если выполняется неравенство {\displaystyle I_{p}>2\Phi }, где {\displaystyle I_{p}} — энергия ионизации атомов, ионы которых бомбардируют металл, {\displaystyle \Phi } — работа выхода электрона из металла.
Эффективность эмиссии характеризуется так называемым коэффициентом вырывания {\displaystyle \gamma }, равным среднему числу выбиваемых электронов, приходящихся на один ион. Для потенциального выбивания {\displaystyle \gamma } возрастает с увеличением энергии ионизации {\displaystyle I_{p}} и для однозарядных ионов может достигать нескольких десятков процентов. Для многозарядных ионов коэффициент {\displaystyle \gamma } может превышать единицу за счёт многоступенчатого процесса нейтрализации иона.
Коэффициент {\displaystyle \gamma } для потенциальной ионно-электронной эмиссии слабо зависит от энергии бомбардирующих ионов вплоть до значений энергии порядка 1 кэВ. При бо́льших энергиях эффективность эмиссии начинает снижаться и в пределе больших энергий стремится к нулю.

### Кинетическое выбивание
В основе кинетического выбивания электронов лежит процесс ударной ионизации атомов мишени и бомбардирующих ионов, поэтому для него характерно наличие порогового значения энергии ионов. Величина порога зависит от материала мишени и от используемых ионов. Для тугоплавких металлов, бомбардируемых ионами Li+ или более тяжёлыми, пороговая энергия превышает величину 1 кэВ. Для диэлектриков пороговая энергия бомбардирующих ионов составляет величину порядка 0,1—0,2 кэВ.
При росте энергии ионов выше пороговой коэффициент вырывания {\displaystyle \gamma } сначала растёт, затем выходит на небольшое плато, после чего начинает снижаться. Так, для ионов водорода H+ максимум эффективности эмиссии лежит в области энергий порядка 100 кэВ и составляет для металлических мишеней величину порядка 1,5. Для более тяжёлых ионов оптимальная энергия лежит в районе нескольких МэВ, а {\displaystyle \gamma } может достигать нескольких десятков и сильно зависит от состояния бомбардируемой поверхности.

## Применение
Ионно-электронная эмиссия применяется, например, для оже-спектроскопии поверхности твёрдых тел, основанной на анализе спектров эмитированных электронов.